# Breitenau (Buchbach)
Breitenau ist ein Gemeindeteil von Buchbach im oberbayerischen Landkreis Mühldorf am Inn.

## Geografische Lage
Die Einöde Breitenau liegt im Gemeindegebiet des Marktes Buchbach in der Region Südostoberbayern im Alpenvorland inmitten des tertiären Hügellandes zwischen den Tälern der Vils im Norden und der Isen im Süden. Die Landeshauptstadt München ist rund 65 km entfernt.

## Geschichte
Breitenau kam mit dem bayerischen Gemeindeedikt von 1818 zur Gemeinde Walkersaich und mit dem Nordteil dieser am 1. Januar 1973 im Zuge der Gebietsreform in Bayern zur Gemeinde Buchbach.

## Bevölkerungsentwicklung
Um 1861 hatte die Einöde Breitenau acht Einwohner und drei Gebäude. Es gab dort bei der Volkszählung von 1961 noch drei Einwohner in einem Wohngebäude. Im Mai 1987 lebten dort zwei Einwohner in einem Wohngebäude.